# R (слово латинице)
R (ер) је осамнаесто слово латинице, двадесет треће српске латинице. Може такође бити:
- Ознака за вибрантни ликвидни алвеоларни сонант, сугласник и самогласник у фонетици српског језика, као и већем броју других језика.
- Скраћеница за означавање електричног отпора у електротехници.
- Симбол означавање полупречника круга у геометрији.

## Историја
Слово R је почело као Прото семитски симбол за главу, да би се, као феничко Reš и као грчко Ro, кроз векове развило у R какво данас познајемо.
| D1 |

| D1 |

| Велико писано R | Старо Турско R | Савремено курзив R | Сигнално наутичко R - ICS Romeo | Брајева абецеда R | Абецеда глувонемих R |
| --------------- | -------------- | ------------------ | ------------------------------- | ----------------- | -------------------- |
| Велико писано R | Старо турско R | Савремено курзив R | Сигнално наутичко R             | Брајева абецеда R | Абецеда глувонемих R |